# Karl Melior (Kreisrat, 1850)
Karl Theodor Rudolf Melior (* 21. September 1850 in Darmstadt; † 16. Dezember 1919 ebenda) war Kreisrat des Kreises Alsfeld im Großherzogtum Hessen.

## Familie
Der Vater hieß ebenfalls Karl Melior (1817–1893) und war Rat im Oberkonsistorium in Darmstadt. Die Mutter, Elise, war eine geborene Demmer. Karl Melior (junior) heiratete 1881 Sophie Geyger (* 1855), Tochter des Kammerdirektors Wilhelm Geyger.

## Karriere
Karl Melior studierte an der Universität Gießen Rechtswissenschaft, ein Studium, das er mit der Promotion zum Dr. jur. abschloss. Anschließend wurde er Regierungsakzessist. Ab 1877 war er Assessor, zunächst beim Kreis Alsfeld, ab 1881 beim Kreis Büdingen und 1888 wechselte er als Amtmann zum Kreis Darmstadt. Ab 1892 arbeitete er als Regierungsrat in der Direktion der Provinz Oberhessen in Gießen. 1896 wurde er zum Kreisrat des Kreises Alsfeld ernannt, ein Amt, das er bis 1906 ausübte, als er den Vorsitz der Hessischen Brandversicherungskammer übernahm. 1919 wurde er in den Ruhestand verabschiedet.

## Ehrungen
- 1900 Ritterkreuz I. Klasse des Verdienstordens Philipps des Großmütigen[1]
- 1906 Geheimer Regierungsrat[1]
- 1912 Ehrenkreuz des Verdienstordens Philipps des Großmütigen[1]